# Перша палестинська інтифада
Перша палестинська інтифада (араб. الانتفاضة الفلسطينية الأولى) — повстання палестинських арабів у період з 1987 до 1991 року, метою якого було проголошено «боротьбу проти ізраїльської окупації» територій, взятих під контроль під час Шестиденної війни (1967). Іноді датою завершення першої інтифади називають вересень 1993 року, коли було підписано Угоди в Осло.
Першу інтифаду іноді також називають «війною каменів», оскільки на її початку палестинці в основному використовували проти ізраїльтян каміння та саморобну зброю. До часу підписання «Угод в Осло» внаслідок інтифади загинули 111 ізраїльтян та понад 2000 палестинців (з них 1100 — загиблі в боротьбі з ізраїльтянами й 1000 — у внутрішніх арабських конфліктів).
Інтифада почалась напівстихійно; пізніше Організація визволення Палестини намагалась претендувати на роль її організатора.

## Передумови
Упродовж кількох місяців, що передували початку першої інтифади, відбулося багато подій, що посилили ворожнечу між палестинцями та ізраїльтянами. У вересні були вбиті четверо ізраїльтян (троє з них — цивільні особи). Ті інциденти призводили до ворожнечі між ізраїльтянами та палестинцями й до заворушень на всіх територіях, які посилювались щодня та досягли особливо широкого розмаху в секторі Гази.
За умов зростання напруженості будь-які чутки поширювались з величезною швидкістю. Інформація про реальні інциденти, перемішуючись із сильно перебільшеними чутками, спричиняла страшенну паніку серед палестинського населення та призводила до вуличних сутичок з ізраїльськими поліцейськими та солдатами. Саме таке поєднання зрештою і спричинило ту іскру, від якої спалахнуло повстання. Багато хто вважає, що глибинною причиною інтифади стало тривале перебування ізраїльської адміністрації на території Палестинської автономії. Арабське населення зайнятих 1967 року територій не отримало ізраїльського громадянства, Єгипет та Йорданія теж фактично відмовились від власних громадян.
За заявами палестинців, інтифада була протестом народу проти «жорстоких ізраїльських репресій, що включали убивства без суду та слідства, масові арешти, знесення будівель, тортури, депортації тощо».
Окрім зростання політичної та національної самосвідомості, початку повстання також сприяли відмова Єгипту від територіальних претензій на сектор Гази й відмова Йорданської монархії від претензій на Західний берег річки Йордан, щільність палестинського населення, що зростала, а також зростання безробіття (зокрема, отримуючи прибуток від праці на ізраїльських територіях, багато палестинців могли дозволити собі навчати своїх дітей в університетах — але знайти роботу для палестинця з вищою освітою було вкрай важко).
ОВП була не єдиною організацією, яка закликала палестинців до насильства: у той період її конкурентами за вплив у палестинському суспільстві вперше стали радикальні ісламські угруповання «Хамас» і «Палестинський ісламський джихад».

## Перебіг інтифади
Початком першої інтифади прийнято вважати 9 грудня 1987 року. Безпосередньо перед цим сталося кілька інцидентів. 6 грудня в секторі Гази був убитий ізраїльський торговець. За два дні, 8 грудня, ізраїльська армійська вантажівка врізалась в автофургон, що перевозив палестинців, які поверталися з роботи в Ізраїлі до табору біженців Джабалія в секторі Гази. Четверо палестинців загинули, десятеро дістали поранень. Серед палестинців у Газі враз поширились чутки, що автомобільна аварія була навмисною помстою ізраїльтян. 9 грудня в Джабалії почались демонстрації. Палестинці спалювали шини, підлітки закидали камінням ізраїльські патрульні машини. Солдати однієї з машин відкрили вогонь, убивши одного 17-річного юнака та поранивши ще кількох. Невдовзі заворушення поширились усім сектором, а потім перекинулись і на Західний берег річки Йордан. 19 грудня заворушення дістались Єрусалима.
Спочатку основним методом повстанців були напади підлітків із засідок на ізраїльських солдатів. Користуючись своєю чисельною перевагою (у нападах зазвичай брали участь по кілька десятків осіб), підлітки засипали ізраїльтян градом каміння. Невдовзі, однак, повстанці почали використовувати пляшки з горючою сумішшю, гранати, вогнепальну зброю, вибухівку.
1988 року були організовані ненасильницькі дії, що втілились у відмові комерсантів-християн від сплати податків, які стягували ізраїльтяни для фінансування органів управління окупованими територіями. Ізраїльська влада зламала спротив високими штрафами, конфіскацією та розпродажем устаткування, товарів і навіть домашнього скарбу, вилучених у порушників.
Зрештою Ізраїлю вдалось придушити виступи палестинців, тим більше, що сили останніх неможливо було зрівняти з гарно оснащеними та озброєними силами безпеки Ізраїлю. Тим не менше інтифада розкрила численні проблеми, що стосувались методів ізраїльської армії щодо палестинців, а також привернула увагу світової та ізраїльської громадськості до проблеми ізраїльської окупації палестинських територій. Інтифада призвела до розколу в ізраїльському суспільстві. На думку деяких спостерігачів, саме інтифада сприяла зростанню ізраїльського «руху миру» (Шалом ахшав) та переобрання Іцхака Рабина прем'єр-міністром Ізраїлю 1992 року. Завершилась перша палестинська інтифада 1993 року після підписання угод в Осло та створенням Палестинської автономії наступного року.

## Жертви
За даними організації «Бецелем», за перші 13 місяців інтифади загинули 326 палестинців і 12 ізраїльтян.
З початку інтифади й до підписання «угод в Осло» загинули 111 ізраїльтян («Бецелем») та понад 2 тисячі палестинців; з них до 1100 — убиті ізраїльтянами і 1000 — внаслідок внутрішніх конфліктів (Palestinian Human Rights Monitoring Group).